# Albert Dekker
Albert Dekker (eigentlich Albert van Ecke, * 20. Dezember 1905 in Brooklyn, New York City; † 5. Mai 1968 in Hollywood, Kalifornien) war ein US-amerikanischer Film- und Theaterschauspieler sowie Politiker der Demokratischen Partei.

## Leben
Albert van Ecke war niederländischer Abstammung. Er benutzte Dekker, den Mädchennamen seiner Mutter, als seinen Künstlernamen. 1927 machte er seinen Schulabschluss am Bowdoin College, anschließend begann er am Broadway als Theaterschauspieler zu arbeiten. Dekker spielte unter anderem in der Uraufführung von Eugene O’Neills Stück Marco Millions. Nachdem er bereits seit 1933 an ein paar Kurzfilmen mitgewirkt hatte, machte er im Jahr 1937 sein Spielfilm-Debüt in The Great Garrick an der Seite von Olivia de Havilland. Er blieb in Hollywood und wurde ein beliebter und vielseitiger Nebendarsteller, der in gelegentlichen Fällen auch Hauptrollen übernahm. So war er in der Titelrolle des Horrorfilms Dr. Zyklop (1940) zu sehen – Dekker spielte hier einen verrückten Wissenschaftler, der seine Besucher auf Puppengröße schrumpft. In Das Haus der sieben Sünden (1940) konnte seine Figur am Ende des Filmes Marlene Dietrich für sich gewinnen.
Zwischen den 1940er- und 1960er-Jahren spielte Dekker Nebenrollen in einigen Klassikern des Hollywood-Filmes. In Robert Siodmaks Film noir Rächer der Unterwelt verkörperte er 1946 den brutalen Gangsterboss „Big Jim“ Colfax. Im oscarprämierten Filmdrama Tabu der Gerechten war Dekker im folgenden Jahr an der Seite von Gregory Peck zu sehen. 1955 spielte er die Rolle des Geschäftsmannes Will Hamilton in Elia Kazans Literaturverfilmung Jenseits von Eden (1955) nach dem gleichnamigen Roman von John Steinbeck; ebenfalls 1955 war er als schurkischer Arzt im Film noir Rattennest zu sehen. 1959 verkörperte er den Leiter eines Krankenhauses in Plötzlich im letzten Sommer. Dekkers letzter Film war Sam Peckinpahs Westernklassiker The Wild Bunch – Sie kannten kein Gesetz, der 1969 posthum in den Kinos erschien. Neben seinen Filmauftritten war Dekker seit den 1950er-Jahren auch regelmäßig als beliebter Gastdarsteller im Fernsehen aktiv.
Auch politisch war der Schauspieler tätig. Von 1944 bis 1946 saß er als Abgeordneter für die Demokraten im kalifornischen Parlament. Da die langen Fahrten zum Parlament nach Sacramento sich aber nicht mit seinem Beruf vertrugen, gab er seinen Sitz bereits nach zwei Jahren wieder ab. Während der McCarthy-Ära war Dekker ein lautstarker Kritiker Joseph McCarthys und des Komitees für unamerikanische Umtriebe. Zwar geriet er nie auf eine Schwarze Liste, dennoch sollte sein Engagement gegen die McCarthy-Ära ihn viele Rollenangebote kosten und sogar Morddrohungen einbringen.
Seit 1929 war Albert Dekker mit Esther Guerini verheiratet und hatte mit ihr zwei Söhne und eine Tochter. Die beiden ließen sich aber scheiden. Zum Zeitpunkt seines Todes war er mit Geraldine Saunders liiert. Sein 16-jähriger Sohn Jan beging im Jahre 1957 Suizid.
1968 wurde Albert Dekker tot in seiner Wohnung aufgefunden. Er hing nackt an einem Duschvorhang in seinem Badezimmer, sein Körper war auf bizarre Weise verknotet und er trug Handschellen. Sein Körper war mit einigen Schimpfwörtern beschmiert und mehrere Wertsachen waren aus Dekkers Appartement gestohlen worden. Die Polizei ging zunächst von einem Suizid aus, später wurde sein Tod aber als Unfall gewertet, möglicherweise erstickte er während eines Sexspieles. Die genauen Umstände seines Todes blieben bis heute ungeklärt.

## Filmografie (Auswahl)
- 1933: Fifi (Kurzfilm)
- 1937: The Great Garrick
- 1938: Marie-Antoinette
- 1939: Der Mann mit der eisernen Maske (The Man in the Iron Mask)
- 1939: Drei Fremdenlegionäre (Beau Geste)
- 1939: Die Zehn Gebote (The Great Commandment)
- 1940: Die wunderbare Rettung (Strange Cargo)
- 1940: Dr. Zyklop (Dr. Cyclops)
- 1940: Das Haus der sieben Sünden (Seven Sinners)
- 1941: Ein toller Bursche (Honky Tonk)
- 1941: Zum Leben verdammt (Among the Living)
- 1942: Der Draufgänger von Boston (In Old California)
- 1942: Wake Island
- 1942: Lodernde Flammen (The Forest Rangers)
- 1942: Es waren einmal Flitterwochen (Once Upon a Honeymoon)
- 1942: Star Spangled Rhythm
- 1943: Fracht für Missouri (Buckskin Frontier)
- 1943: Der Sheriff von Kansas (The Kansan)
- 1943: Die Hölle von Oklahoma (In Old Oklahoma)
- 1943: Eine Frau für den Marshall (The Woman of the Town)
- 1944: The Hitler Gang
- 1944: Experiment in Terror (Experiment Perilous)
- 1945: Incendiary Blonde
- 1945: Der Dieb und die Blonde (Hold That Blonde)
- 1946: In Ketten um Kap Horn (Two Years Before the Mast)
- 1946: Der Todesreifen (Suspense)
- 1946: Rächer der Unterwelt (The Killers)
- 1947: California
- 1947: Die falsche Sklavin (Slave Girl)
- 1947: Hyänen der Prärie (Wyoming)
- 1947: Liebe in Fesseln (Cass Timberlane)
- 1947: Brennende Grenze (The Fabulous Texan)
- 1947: Tabu der Gerechten (Gentleman’s Agreement)
- 1948: Rache ohne Gnade (Fury at Furnace Creek)
- 1948: Lulu Belle
- 1949: Tarzan und das blaue Tal (Tarzan’s Magic Fountain)
- 1950: Verfemt (The Kid from Texas)
- 1950: Die Farm der Besessenen (The Furies)
- 1951: As Young as You Feel
- 1954: Der silberne Kelch (The Silver Chalice)
- 1955: Jenseits von Eden (East of Eden)
- 1955: Rattennest (Kiss Me Deadly)
- 1955: Schakale der Unterwelt (Illegal)
- 1959: Fluch des Südens (The Sound and the Fury)
- 1959: Tausend Berge (These Thousand Hills)
- 1959: Mitten in der Nacht (Middle of the Night)
- 1959: Heiße Grenze (The Wonderful Country)
- 1959: Plötzlich im letzten Sommer (Suddenly, Last Summer)
- 1961: Route 66 (Fernsehserie, Folge 1x25)
- 1961: Gnadenlose Stadt (Naked City, Fernsehserie, 2 Folgen)
- 1964: Preston & Preston (The Defenders, Fernsehserie, Folge 4x13)
- 1965: Tausend Meilen Staub (Rawhide, Fernsehserie, 2 Folgen)
- 1966: Gamera – Frankensteins Monster aus dem Eis (Gamera the Invincible) (amerik.Version von Daikaiju Gamera)
- 1966: Kobra, übernehmen Sie (Mission: Impossible, Fernsehserie, Folge 1x14)
- 1967: Solo für O.N.C.E.L. (The Man from U.N.C.L.E., Fernsehserie, Folge 4x01)
- 1968: Tennisschläger und Kanonen (I Spy, Fernsehserie, Folge 3x21)
- 1968: Bonanza (Fernsehserie, Folge 9x29 Anklage: Mord)
- 1969: The Wild Bunch – Sie kannten kein Gesetz (The Wild Bunch)